# Hainasengrundel
Die Hainasengrundel (Elacatinus evelynae) lebt in den Korallenriffen der Bahamas, der Kleinen Antillen und des nördlichen Südamerika. Die grundelartigen Fische nehmen dort wie verwandte Arten aus der Gattung Elacatinus die ökologische Rolle der Putzerlippfische aus dem Indopazifik ein, die im Atlantik fehlen. Sie ähneln auch in ihrer Zeichnung den Putzerlippfischen.
Hainasengrundeln unterhalten feste Putzstationen auf erhöhten, massiven Steinkorallen der Gattungen Colpophyllia, Diplora und Montastrea in Tiefen bis 30 Meter und leben dort einzeln, in Paaren oder in Gruppen, oft auch zusammen mit der Putzergrundel (Elacatinus genie), die ebenfalls Fische putzt. Hainasengrundeln ernähren sich wahrscheinlich ausschließlich von parasitischen Kleinkrebsen, die sie ihren „Kunden“ von der Haut fressen. Die tagaktiven Fische verbergen sich nachts in ihrem Korallenversteck.
Die nur drei Zentimeter lang werdenden Hainasengrundeln werden kommerziell für die Meerwasseraquaristik gezüchtet.